# Leucaena esculenta
Espèce
Leucaena esculenta, appelé localement guaje rojo ou guaje colorado, est une espèce de plantes à fleurs dicotylédones de la famille des Fabaceae, sous-famille des Mimosoideae, originaire du Mexique.
Ce sont des arbres de taille moyenne à petite, aux feuilles caduques, composées bipennées.
Ces arbres produisent des gousses, comestibles lorsqu'elles sont encore vertes, qui sont récoltées par les populations indigènes à partir des populations sauvages. Le feuillage est utilisé comme fourrage pour le bétail. Ils fournissent aussi du bois d'œuvre ou du bois de chauffage, et divers services en agroforesterie, notamment comme arbres d'ombrage.   

## Taxinomie

### Synonymes
Selon The Plant List (27 décembre 2018) :
- Acacia esculenta DC.
- Leucaena confusa Britton & Rose
- Leucaena doylei Britton & Rose
- Leucaena esculenta subsp. matudae Zárate
- Mimosa esculenta Sesse & Moc.

### Liste des sous-espèces
Selon Tropicos (27 décembre 2018) (Attention liste brute contenant possiblement des synonymes) :
- Leucaena esculenta subsp. collinsii (Britton & Rose) Zárate
- Leucaena esculenta subsp. esculenta
- Leucaena esculenta subsp. matudae Zárate
- Leucaena esculenta subsp. paniculata (Britton & Rose) Zárate